# Peter Jackson (historien)
Pour les articles homonymes, voir Peter Jackson (homonymie) et Jackson.
Peter Jackson né à Rochdale, Lancashire, le 27 janvier 1948 est un universitaire et historien britannique, spécialisé dans les croisades, et en particulier, le contact entre les Européens et les Mongols, ainsi qu'à l'Inde musulmane médiévale. Il est professeur émérite d'histoire médiévale à l'Université Keele et éditeur de l'Histoire de l'Iran à Cambridge : The Timurid and Safavid Periods (Les périodes timourides et Safavides). Il est membre de la British Academy.

## Biographie
Ne le 27 janvier 1948 à Rochdale, Lancashire, de Frank Jackson et Dorothy Jackson.
Peter Jackson étudie au St John’s College, à Cambridge, de 1968 à 1971 où il obtient un BA 1st-class Honours puis devient chercheur postgraduate dans ce même collège de 1971 à 1975.
Il poursuit sa carrière en tant que membre chercheur junior au Churchill College de 1975 à 1979 et obtient en 1977 un PhD pour sa thèse « The Mongols and India, 1221-1351 ». Il devient alors maître de conférence en histoire à l'Université de Keele de 1979 à 1991, puis maître de conférence senior de 1991 à 2000. À Partir de 2002 il y obtient un poste de professeur d'histoire médiévale où il est professeur émérite.

## Publications

### Ouvrages
- The Delhi Sultanate : A Political and Military History, Cambridge University Press, 1999, 388 p. (ISBN 978-0-521-54329-3, lire en ligne)
- (en) The Mongols and the West, 1221-1410, Harlow (GB), Longman, 2005, 414 p. (ISBN 0-582-36896-0, lire en ligne)
  - Compte rendu : (en) Dr Antti Ruotsala (Université d'Helsinki), « The Mongols and the West, 1221–1410 », Review in history,‎ avril 2006 (lire en ligne)
- (en) The Seventh Crusade, 1244-54 : Sources and Documents  (trad. du latin), Aldershot (GB)/Burlington (Vt.), Ashgate (Crusade Texts in Translation), 2007, 256 p. (ISBN 978-0-7546-5722-4, lire en ligne)
  - Compte rendu : (en) William Chester Jordan, « The Seventh Crusade, 1244–1254: Sources and Documents (review) », The Catholic History Review, vol. 95, no 1,‎ janvier 2009, p. 114-115 (DOI 10.1353/cat.0.0295, présentation en ligne)
- Studies on the Mongol Empire and Early Muslim India, Ashgate (Variorum Collected Studies Series), 2009, 348 p. (ISBN 978-0-7546-5988-4)
- The Mongols and the Islamic World : From Conquest to Conversion, Yale University Press, 2017, 614 p. (ISBN 978-0-300-12533-7, lire en ligne)

Traducteur de :
- (en) Friar William of Rubruck, The Mission of friar William of Rubruck : his journey to the court of the Great Khan Möngke, 1253-1255, Londres, Hakluyt Society, 1990, 312 p. (ISBN 0-904180-29-8)

## Réception des travaux de Peter Jackson
Ces différents ouvrages ont fait l'objet de nombreuses recensions dans des revues, notamment scientifiques, et ce dans différents pays. On peut ainsi signaler :
concernant The Delhi Sultanate: A Political and Military History :
- (en) Gavin R. G. Hambly, « Book Review: Jackson Peter. The Delhi Sultanate: A Political and Military History », The American Historical Review,‎ janvier 2001 (lire en ligne, consulté le 20 mars 2018)

concernant The Mongols and the West, 1221-1410 :
- (en) Antti Ruotsala, University of Helsinki, « Book review of 'The Mongols and the West, 1221–1410' by Peter Jackson », www.history.ac.uk,‎ avril 2006 (lire en ligne, consulté le 4 juillet 2017)
- (en) Timothy Mai, « Book Review: The Mongols and the West, 1221-1410 », The Journal of Asian Studies, vol. 65, no 1,‎ février 2006, p. 182-183 (ISSN 0021-9118, OCLC 6015524618)
- (en) Bernard Hamilton, « Book Review: The Mongols and the West, 1221-1410 », Journal of the Royal Asiatic Society, vol. 15, no 3,‎ novembre 2005, p. 362-364 (ISSN 1356-1863, OCLC 6015313767)
- (en) Charles P. Melville (en), « Book Review: The Mongols and the West, 1221-1410 », Inner Asia, vol. 8, no 1,‎ janvier 2006, p. 139-142 (ISSN 1464-8172, OCLC 6015509780)
- (en) James Muldoon, « Book Review: The Mongols and the West, 1221-1410 », Speculum, vol. 81, no 3,‎ juillet 2006, p. 865-867 (ISSN 0038-7134, OCLC 5545724351)
- (en) G E Lane, « Book Review: The Mongols and the West, 1221-1410 », The English Historical Review, vol. 122, no 495,‎ février 2007, p. 163-165 (ISSN 0013-8266, OCLC 5792325662)

concernant The Seventh Crusade, 1244-54: Sources and Documents :
- (en) William Chester Jordan, « The Seventh Crusade, 1244–1254: Sources and Documents (review) », The Catholic Historical Review,‎ janvier 2009 (lire en ligne, consulté le 20 mars 2018)

concernant The Mongols and the Islamic World: From Conquest to Conversion :
- (en) Nicholas Morton, « Book Review: The Mongols and the Islamic World: From Conquest to Conversion », Journal of the Medieval Mediterranean,‎ janvier 2018 (lire en ligne, consulté le 20 mars 2018)
- (en) Lan Wu, « Book Review: The Mongols and the Islamic World: From Conquest to Conversion », Reading Religion,‎ août 2017 (lire en ligne, consulté le 20 mars 2018)
- (en) Steve Donoghue, « Book review: an epic new history looks at the Mongols in the Islamic world », The National,‎ avril 2017 (lire en ligne, consulté le 20 mars 2018)